# 忽蘭
忽蘭（?—?），兀洼思氏，蔑兒乞部長答亦兒兀孫之女，成吉思汗妻妾之一，她是第二斡兒朵之首，地位僅次於大皇后孛兒帖。

## 生平
當初答亦兒兀孫曾經與同族的兀都亦惕蔑兒乞酋長脫黑脫阿、合阿台蔑兒乞酋長答兒馬剌襲擊成吉思汗，擄走孛兒帖。到了1204年時，他們又與乃蠻酋長太陽汗拜不花一起在納忽山對抗成吉思汗，戰敗，太亦不合戰死。脫黑脫阿逃跑，答亦兒兀孫則投靠蒙古官人納牙阿，獻上自己女兒忽蘭請降。
等到納牙阿將忽蘭送到成吉思汗跟前時，成吉思汗卻懷疑納牙阿在路上與忽蘭有發生私情關係，於是想要將他入罪，便先審問忽蘭。忽蘭說：「我們前往這裡的路上，有不少亂兵。那個時候剛好遇到納牙阿，他說他是可汗跟前的大官，可以帶領吾父來將婢子獻上。於是我們就先暫時在納牙阿的營帳停留了三天，以躲避那些亂兵，否則事情就不可預測了。今天請您先暫時放過納牙阿，如果可汗您臨幸婢子，自然知道婢子尚保全著父母所給的身子，這是不能隨便誣陷的啊！」納牙阿也以死發誓他與忽蘭絕對沒有私情。等到成吉思汗真的臨幸忽蘭，發現她果真還是處女之身，從此對她相當寵愛。
成吉思汗征戰西域七年，在妻妾當中只讓忽蘭隨行。忽蘭生有一子闊列堅，因為母親很得寵的關係，被視為嫡子一樣看待。
《史集》附《五族谱》记载成吉思汗死后，忽兰被成吉思汗的儿子窝阔台收继。

## 延伸阅读
[在维基数据编辑]
 《新元史/卷104》，出自柯劭忞《新元史》
 在维基共享资源阅览影像